# Cactus Makes Perfect
Cactus Makes Perfect  é um filme de curta-metragem estadunidense de 1942, dirigido por Del Lord. É o 61º de um total de 190 filmes da série com os Três Patetas produzida pela Columbia Pictures entre 1934 e 1959.

## Enredo
"Ma" Pateta (interpretada pelo ator roteirista travestido de mulher Monte Collins) começa o dia a tentar cortar lenha para o café da manhã mas naturalmente sofre vários acidentes. Ela tenta acordar os filhos Três Patetas para ajudarem-na mas não consegue. Então puxa uma alavanca que faz a cama girar, arremessando o trio pelo quarto que assim finalmente acorda. Os três vão ao mesmo tempo se barbearem no banheiro mas o lugar é apertado e um atrapalha o outro e brigam. 
Durante o café, Curly lê uma carta que recebera da Associação dos Inventores que, em apreciação a um invento seu, um detector de ouro, o chama de "incompreensivel e impraticável". Os três não entendem o significado daquelas palavras grandes e pensam que é um incentivo e saem às ruas para usarem o aparelho. 
Ao ouvir comentarem sobre a busca ao ouro, um trapaceiro aproveita e lhes vende a posse de uma antiga mina de ouro e o mapa, localizada no Velho Oeste. Ao chegarem lá, os Patetas entram em conflito com dois garimpeiros bandidos (Vernon Dent e Ernie Adams). Depois que conseguem escapar da dupla, os Patetas usam o detector e Curly cai de cabeça em uma mina abandonada verdadeira. Moe e Larry entram num tunel atrás dele e acham uma grande quantidade de ouro. Ao sairem dali com o ouro reunido num grande saco, os bandidos reaparecem e tentam roubá-los. O trio volta à mina e os bandidos jogam uma dinamite, explodindo tudo e deixando os Patetas estonteados e chamuscados.